# Callionymus delicatulus
Callionymus delicatulus là một loài cá biển thuộc chi Callionymus trong họ Cá đàn lia. Loài này được mô tả lần đầu tiên vào năm 1963.

## Phân bố và môi trường sống
C. delicatulus có phạm vi phân bố rộng khắp vùng biển Ấn Độ Dương - Thái Bình Dương, được tìm thấy từ Biển Đỏ trải dài về phía đông đến quần đảo Solomon và Palau. Chúng sống trên đáy bùn, trong các đầm phá, được ghi nhận ở độ sâu khoảng từ 1 đến 28 m.

## Mô tả
Chiều dài lớn nhất được ghi nhận ở C. delicatulus là khoảng 6,7 cm.
Số gai ở vây lưng: 4; Số tia vây mềm ở vây lưng: 8; Số gai ở vây hậu môn: 0; Số tia vây mềm ở vây hậu môn: 7.